# Archives de l'État (Israël)

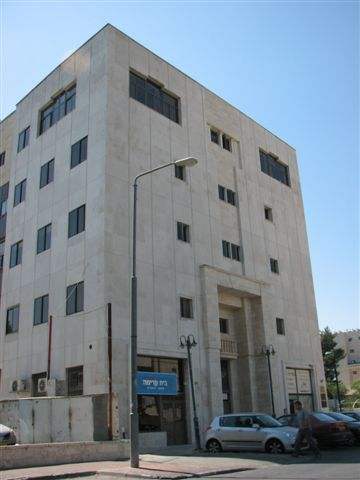
Bâtiment des archives à Mekor Haim.

Les Archives de l'État (en hébreu: ארכיון המדינה, Archion HaMedina) sont les archives nationales d'Israël. Elles sont situées à Jérusalem et abritent quelques 400 millions de documents, des cartes, des timbres, des cassettes audio, des clips vidéo, des photographies et des publications spéciales.

## Histoire
Les archives ont été fondées en 1949 pour conserver les documents historiques des administrations de l’époque ottomane à la fin du mandat britannique, et ceux de l’État d’Israël.
En 2012, le bâtiment principal des archives a été fermé, quand on s’est rendu compte qu’il était utilisé sans l’autorisation adéquate depuis 19 ans. Selon une source citée par Haaretz, l’obtention d’un permis et la révouverture devait prendre des mois. L’accès aux archives pour les recherches a été suspendu pendant cette période.

## Politique d’archivage et de communication
Les archives dépendent du Bureau du premier ministre. Les organismes gouvernementaux y déposent leurs documents 10 à 15 ans après la fermeture d’un dossier. La déclassification se base sur la loi de 1955,, selon laquelle tout document peut être communiqué au bout de trente ans, avec la limitation d’atteinte à la sécurité de l’État, la politique étrangère ou l’intimité de personnes privées. En pratique, la communication au public est possible selon des délais très variables. La loi de 1955 a été modifiée de nombreuses fois. La modification de 2012 est prévue pour réduire le délai de mise à disposition du public des documents non-sensibles de 30 à 15 ans, tout en allongeant à 70 ans la période de non-communicabilité des documents ayant trait à la Défense quand la sécurité d’Israël l’exige.
Selon les règles des archives israéliennes, les documents concernant l’expulsion des Arabes, l’évacuation des villages et de leurs habitants, un comportement violent envers les prisonniers contraire à la convention de Genève, un comportement violent contre la population arabe ou des actes cruels, un massacre, un assassinat contraire aux conditions du combat, un vol, un viol, un pillage, et tout document susceptible de nuire à l’image de Tsahal et de la présenter comme une armée d’occupation dépourvue de principes moraux, tous ces documents doivent rester secrets.
En 2017, les archives furent informées par le représentant de l’Attorney général que certaines pratiques de mise à disposition des archives étaient illégales ; selon lui, toutes les demandes devaient être approuvées par le service déposant, au lieu d’être communiquées selon les critères des Archives. Cette règle devait s’appliquer à tous les documents, et pas seulement à ceux versés par les services de la Défense. L’archiviste en chef protesta, l’application de la règle menaçant de mettre fin à l’activité des Archives et au travail des historiens et d’autres chercheurs, l’archiviste en chef prédisant des délais rallongés de deux ans. La version finale de son rapport, du 28 décembre 2017, résume ainsi la citation :
« Israël ne gère pas ses archives comme il convient à une démocratie. La grande majorité des archives est interdite d’accès et ne sera jamais ouverte. La minorité qui l’est ne l’est qu’avec des restrictions exagérées. Il n’y a pas de responsabilité envers le public ou de transparence dans la politique de communication des archives ».

## Services
Parmi les services des Archives de l’État se trouvent le service des Archives et de la documentation, le service d’enregistrement et d’indexation, le service du service au public et les services auxiliaires, le service de publication de documents, le service enregistrement et gestion, et le service de supervision des archives publiques et privées.

## Expositions
En 2008, le musée d'Israël présente Blue and White Pages, une exposition co-organisée avec les Archives de l’État, présenant des documents relatifs à l’histoire du peuple juif de l’Antiquité à nos jours.

## Numérisation
Un programme de numérisation des archives avait, en 2008, scanné 1 million de documents stockés au format numérique afin de pouvoir les communiquer en ligne. En 2012, le service "Documentation on the Web" est lancé, permettant un accès en ligne aux collections. L’archiviste en chef, Yaacov Lozowick, expliqua que « la mission des archives est de faire passer les documents des gouvernements aux mains des gouvernés »,

## Cyber-attaque de 2023
En novembre 2023, un groupe pro-palestinien, CyberToufan, attaque les serveurs des archives, désactivant les fonctionnalités d’accès du public et volant des informations personnelles des usagers du service. En février 2024, le site n’était toujours pas remis en service.